# Wojna króla Filipa
Wojna króla Filipa miała miejsce w latach 1675–1676 na południowych terenach Nowej Anglii. Była konfliktem pomiędzy angielskimi kolonistami a miejscowymi plemionami indiańskimi. Przywódca indiański, wódz plemienia Wampanoagów z terenów południowo-wschodniego Massachusetts Metacomet, nazwany został przez Anglików królem Filipem. Konflikt był jedną z najbardziej krwawych wojen indiańskich, która zakończyła się niemalże unicestwieniem kilku miejscowych plemion. Koloniści mieli stracić 2500 ludzi, co stanowiło jedną piątą zdolnych do noszenia broni mężczyzn w kolonii. Wojna stanowiła punkt krytyczny dla młodych kolonii, kończąc pokojowe stosunki pomiędzy kolonistami a Indianami.

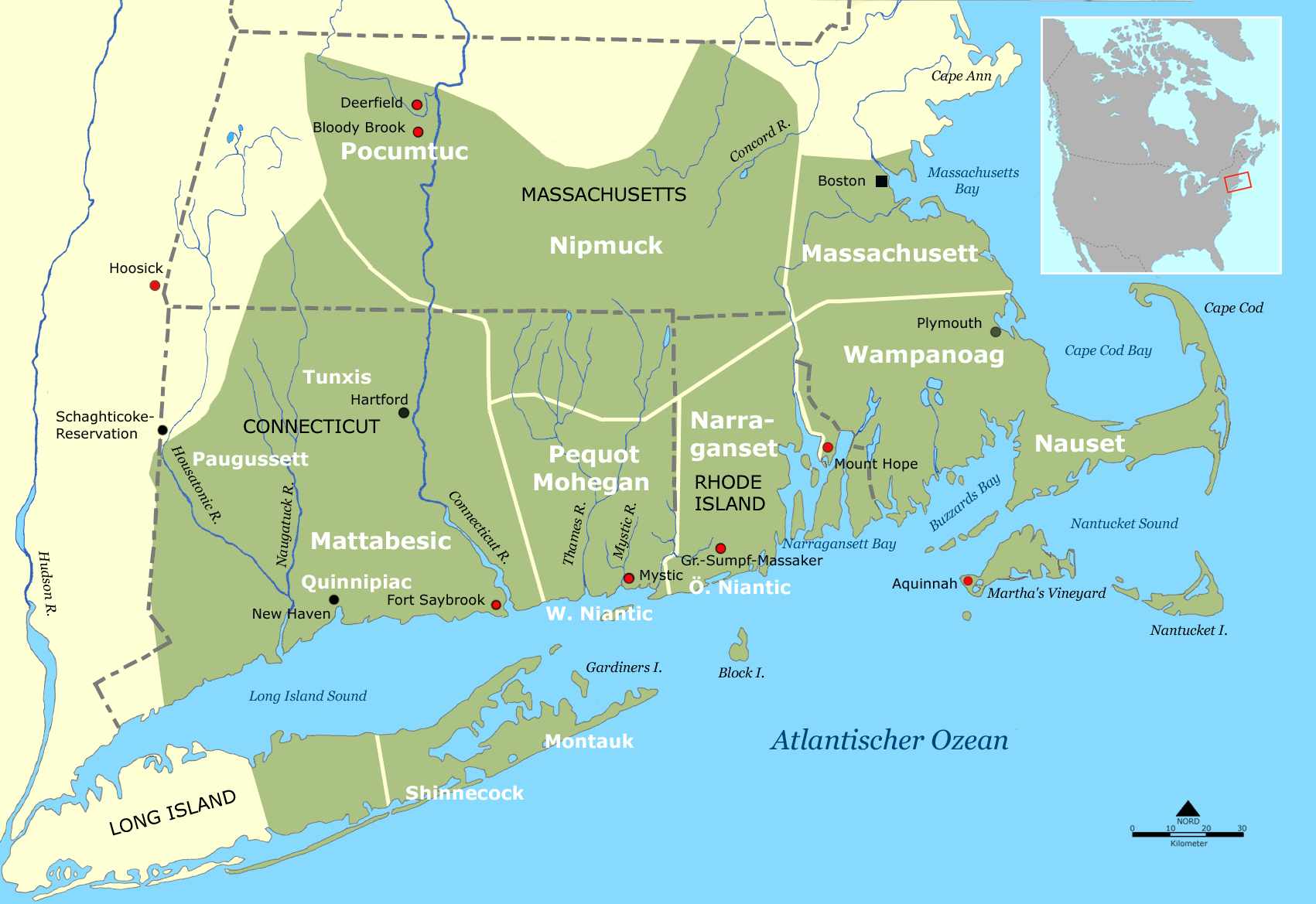
Obszar konfliktu

## Kulisy wojny
Kraj nazwany przez Anglików Nową Anglią to urodzajne, obfite w żywność rejony zamieszkiwane od stuleci przez liczne plemiona Indian. W 1620 pierwsi angielscy pielgrzymi pojawili się jednak na niezamieszkanym wybrzeżu. Okazało się, że kilka lat wcześniej poważne epidemie zakaźnych chorób zdziesiątkowały tutejszą ludność, o czym pisał Samuel de Champlain, naoczny świadek tych wydarzeń. Brytyjczycy przyjęci zostali uprzejmie, a pierwsze lata pobytu przeżyli dzięki pomocy Indian.
Dla wielu białych spadek liczby ludności indiańskiej był czynnikiem ułatwiającym Anglikom osiedlenie się na nowej ziemi. Sezonowe wędrówki ludów indiańskich w poszukiwaniu żyznej ziemi biali uważali za chaotyczne i bezcelowe. Koloniści zmuszali Indian do przestawienia się na rolnictwo a także przyjęcia chrześcijaństwa.
Wampanoagowie zamieszkujący wschodnie wybrzeże Massachusetts stali się pierwszym celem purytańskich misjonarzy. Jednym z najbardziej znanych był John Elliot. W chwili gdy zaczynał swoją misję, wielu Indian chcących zmienić coś w swoim życiu z nadzieją słuchało słów duchownego. W 1650 Elliot założył misję w Natick, położonym około 27 km na południowy wschód od Bostonu. Na 6000 akrów powstało coś w rodzaju "obszaru modlitwy" dla Indian. Eksperyment powiódł się, powodując w następnych latach powstawanie nowych misji w regionie.
Przywódcą Wampanoagów był wówczas wódz Massasoit. Po jego śmierci w 1661 władzę objął jego najstarszy syn Wamsutta, który po krótkim czasie zmarł w niejasnych okolicznościach. Jego następcą z kolei został młodszy brat Wamsutty – Metacom, zwany przez Anglików królem Filipem. Metacom nie był zwolennikiem polityki liberalnej, jednakże pod jego rządami doszło do dramatycznej zmiany w nastawieniu Indian do kolonistów. Wamponoagowie zaczęli rozumieć, że krok po kroku Anglicy będą wydzierać im ziemię, zagrażając ich kulturze i religii.
Nie zwlekając, Filip podjął decyzję o przeciwstawieniu się dalszej ekspansji Anglików. Wampanoagowie byli jednak zbyt słabi, aby zrealizować ten plan, ich plemię liczyło niecałe 1000 członków. Dlatego też dla swoich zamierzeń Metacom starał się pozyskać inne plemiona. W sumie projekt wydawał się niemożliwy, gdyż łączna liczba kolonistów liczyła około
35 000 ludzi wobec 15 000 Indian zamieszkujących ziemie Nowej Anglii. Dzięki pomocy szpiegów – Indian z miejscowych misji (ang. Praying Indians), Anglicy szybko dowiedzieli się o planach Filipa. W 1671 Filipa wezwano do Taunton, gdzie usłyszał zarzuty Anglików i musiał podpisać zobowiązanie do zdania broni palnej. Filip nie wziął jednak udziału w uroczystym obiedzie, a broń nie została oddana Anglikom.
Ekspansja angielska trwała tymczasem dalej, co zaowocowało przystąpieniem do sił Filipa wojowników z plemion Nipmuck, Pocumtuc i Narraganset. Początek powstania szacowany jest na wiosnę 1676. W styczniu 1675 znaleziono ciało Johna Sassamona, jednego z chrześcijańskich szpiegów indiańskich. W odpowiedzi na to aresztowano trzech wojowników z plemienia Wampanoagów, których po krótkim procesie powieszono. Po tej prowokacji Filip nie był już w stanie powstrzymać swoich wojowników. Dodatkowo, wśród Indian krążyły wieści, jakoby Anglicy zamierzali pojmać jego samego. Wódz opuścił wówczas swoją położoną na Mount Hope siedzibę i wraz z sojusznikami skierował się ku Cape Cod oraz okolicznym wyspom. Towarzyszyli mu wojownicy Nipmuck, Pocumtuc oraz Penacook a także wschodni Abenakowie. Jedynie Indianie Narraganset zmuszeni zostali do zawarcia traktatu pokojowego z Anglikami.

## Strony konfliktu
W 1643 niezależne dotąd kolonie brytyjskie zawiązały konfederację skierowaną przeciwko plemionom indiańskim zamieszkującym Nową Anglię. Po stronie kolonistów opowiedzieli się Indianie Mohegan oraz tzw. Praying Indians (nawróceni Indianie), wsparła ich także armia ekspedycyjna z Anglii.
Strona indiańska:
- Pocumtuc (lub Pocumtuck, wódz Sancumachu)
- Nipmuc (lub Nipmuck, wódz Sam)
- Narraganset (lub Narragansett, wódz Canonchet)
- Wampanoagowie (wódz Metacomet, zwany też "Królem Filipem")
- Abenakowie
- niektórzy Mohawkowie i Mohikanie

## 1675 – Sukcesy indiańskie
Pod koniec czerwca 1675 w pobliżu osady angielskiej Swansea zabity został jeden z Wampanoagów. W odpowiedzi na to Indianie rozpoczęli wojnę, napadając na osady Swansea, Taunton, Tiverton i Dartmouth w południowo-wschodnim Massachusetts. Pomimo znacznej przewagi liczebnej Anglicy nie byli w stanie odeprzeć napastników. Wampanoagowie oraz ich sprzymierzeńcy wyposażeni byli w broń palną, którą otrzymywali od Francuzów, ale także od niektórych Anglików. Posiadali także własne warsztaty wyrobu broni, ukryte w gęstych lasach. Siły króla Filipa wynosiły ponad 1000 wojowników – z praktycznie każdego plemienia. Wiele plemion, które pozostawały neutralne również ofiarowało pomoc, dostarczając zaopatrzenia oraz użyczając schronienia rebeliantom. Jedynym plemieniem wiernym kolonistom pozostali Moheganowie pod wodzą syna Uncasa Oneko. Szczególny niepokój kolonistów wzbudzili Indianie, których wcześniej schrystianizowano, a którzy przeszli w szeregi rebeliantów. Gdy purytańscy misjonarze dokonali przeglądu liczby tzw. Praying Indians, doliczyli się zaledwie 500 osób. Reszta uciekła do lasu, a wielu z nich przystąpiło do wojsk króla Filipa. Tych, którzy pozostali, ze względów bezpieczeństwa odesłano na jedną z wysp w okolicy Bostonu.
W lipcu 1676 koloniści zebrali swoje siły w Plymouth, skąd pomaszerowali w kierunku wioski Metacometa Mount Hope, w pobliżu dzisiejszego Bristolu. Po drodze Anglicy palili wszystkie wioski należące do Wampanoagów. W okolicy bagien koło Pocasset Neck Anglicy natknęli się na wojowników Filipa, tym jednak udało się ewakuować na łodziach wraz z rodzinami. Anglicy nie wiedząc o ucieczce Indian otoczyli już tylko puste rejony bagien. Po przekazaniu w opiekę neutralnych Indian Narraganset własnych kobiet i dzieci, Filip na czele oddziału wojowników pomaszerował na zachód do plemienia Nipmuck w centralnym Massachusetts.
Po założeniu przez Filipa nowej siedziby na zachodzie, wojna wybuchła z nową siłą. Indianie Nipmuck napadli na Brookfield oraz Worcester, po czym, po połączeniu się z wojownikami Pocumtuc, zwrócili się ku osadom białych w rejonie Connecticut River. Po ataku na Northfield rebelianci zwabili w pułapkę wysłaną z pomocą Anglikom grupę pomocniczą pod wodzą kapitana Beersa. Zginęła ponad połowa ludzi jego oddziału. We wrześniu Indianie zaatakowali Deerfield oraz Hadley, zmuszając kolonistów do opuszczenia swoich domów. Anglicy wysłali wówczas oddział 80 żołnierzy pod wodzą kapitana Thomasa Lothropa, który miał chronić opuszczone rejony Hadley. Podczas marszu, w okolicy Bloody Brook na południe od Deerfield, żołnierze wpadli w pułapkę zastawioną przez 700 Indian Pocumtuc. W walce cały oddział białych został zniszczony. Inny angielski oddział wzmocniony 60 wojownikami Moheganów nie zdążył z pomocą, zastając na placu boju zaledwie siedmiu ocalałych z pogromu żołnierzy.

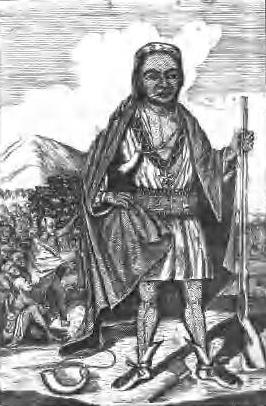
Philip, King of Mount Hope według Paula Revere (1772)

Po atakach na osady położone na północy w okolicy Connecticut River, wojownicy Filipa skierowali swe kroki na południe, gdzie napadali na osady Hatfield, Springfield, Westfield i Northampton. Pomimo pomocy Moheganów, koloniści nie byli w stanie odeprzeć wroga, co skłoniło wielu z nich do schronienia się w pobliskich fortach. Filip poczuł się na tyle silny, że zawrócił ku Rhode Island, skąd zamierzał wyprowadzić swoją rodzinę. Gdy mu się to udało, zabrał ją w rejony Berkshire Mountains, gdzie znajdowała się jego kwatera zimowa w Hoosick. Tutaj Filip otrzymał posiłki od zachodnich Abenaków i niektórych Mohawków. Liczba ludności w Hoostick wzrosła wówczas do ponad 2000 ludzi, którzy na przełomie 1675-76 cierpieli znaczny głód.
Plemiona pomagające Filipowi przez Anglików uważane były za wrogów, dlatego też były one częstym celem ataków. Przykładem byli Indianie Narraganset, którzy w trakcie walk schronili się w położonej wśród bagien umocnionej wiosce koło Kingston. W wiosce tej przebywały kobiety i dzieci Wampanoagów, które schroniły się tam przed Anglikami. W grudniu 1675 gubernator Josiah Winslow wymaszerował z Plymouth na czele 1000 żołnierzy i 150 Moheganów w kierunku Kingston. Anglicy otoczyli wioskę, żądając od wodza Narragansetów wydania członków plemienia Wampanoagów. Po odrzuceniu ich propozycji nastąpił atak na wioskę, która została całkowicie spalona. Wielu Indian zbiegło na bagna, kobiety, starcy i dzieci zginęli w płomieniach. W walce tej, zwanej Wielką Masakrą na bagnach (ang. Great Swamp Massacre) śmierć poniosło ponad 600 członków plemienia Narraganset i 20 sachemów (wodzów). Canonchetowi udało się jednak uciec, wódz poprowadził większą liczbę wojowników na zachód, gdzie miał połączyć się z Indianami Filipa.

## 1676 – klęska Indian
Tymczasem Filip próbował przeciągnąć na swoją stronę Mohawków. Uznawany przez Filipa gubernator Nowego Jorku Edmund Andros, początkowo nie sympatyzował z purytanami, zachowując pozycję neutralną. Zmieniło się to jednak w chwili, gdy Filip rozpoczął rozmowy z Irokezami. Po śmierci kilku Mohawków, którzy zginęli w niewyjaśnionych okolicznościach w okolicy Hoosick, Irokezi odrzucili propozycję Filipa, zmuszając go nawet na prośbę gubernatora do opuszczenia wioski. Filip skierował się wówczas ze swoimi wojownikami ku Squawkeag w dolinie Connecticut River w pobliżu granicy z Vermontem. Wódz nie czekał jednak na nastanie wiosny, kontynuując wojnę zimą. W lutym jego wojownicy napadli na wiele osad angielskich, które spalono. Indianom Narraganset pod wodzą Canoncheta udało się zwabić w pułapkę oddział angielskich żołnierzy. W dwóch potyczkach zginęło 130 Anglików. Po tych sukcesach coraz więcej wojowników ściągało pod Squawkeag, Filip nie był jednak w stanie utrzymać tak licznej armii. Wielu Indian na własną rękę podjęło póby wyparcia osadników z całego obszaru Connecticut. Wiosną 1676 Indianie Pocumtuc i Narraganset zaatakowali miejscowości Deerfield i Northfield, atak jednak zakończył się wysokimi stratami wśród napastników. W kwietniu Canonchet wycofał się ku Rhode Island, skąd zamierzał dostarczać Filipowi zaopatrzenie. Podczas marszu wódz Narrangansetów został jednak pojmany przez Moheganów, którzy wydali go Anglikom. Niedługo później Canonchet został postawiony przed plutonem egzekucyjnym i rozstrzelany.
Śmierć wodza Narrangansetów była wielkim ciosem dla Filipa i była punktem przełomowym wojny. Krótko potem wódz zawrócił do swojej kwatery głównej w Mount Wachusett. Tymczasem akcje Anglików były coraz bardziej efektywne. W maju 1676 oddział pod wodzą kapitana Williama Turnera zaatakował indiańską wioskę pod Turner's Falls, zabijając 400 mieszkańców, wśród nich wodza Indian Pocumtuc – Sancumachu. Anglicy zniszczyli też liczne warsztaty, w których Indianie przygotowywali broń. W odwetowej akcji Indian Turner stracił 43 ludzi podczas marszu do Hatfield.
Porażki oraz wysokie straty Indian przyczyniły się wkrótce do podziału w całej konfederacji indiańskiej. Każde plemię walczyło na własną rękę, niektórzy zaś Indianie z plemion Nipmuck i Pocumtuc zdecydowali się na odejście do Schaghticoke. Inni podążyli na północ do zachodnich Abenaków. Pozostawiony sam sobie Filip i jego Wampanoagowie zdecydowali wówczas o powrocie do domów na południowym wschodzie Massachusetts.
Przez całe lato 1676 Wampanoagowie byli celem tropicieli indiańskich na usługach Anglików. Filip tymczasem schronił się w kryjówce w Mount Hope. 1 sierpnia, podczas ataku Anglików na wioskę, wodzowi udało się uciec, jego żona i syn zostali jednak pojmani i odstawieni jako jeńcy na Martha’s Vineyard. 6 sierpnia Anglicy uderzyli na wioskę Pocassetów (część Wampanoagow). W trakcie ucieczki śmierć w nurtach rzeki znalazła wdowa po bracie Filipa – Weetamoo. Jej odciętą głowę wystawiono później triumfalnie na widok publiczny w Taunton. Po odejściu Anglików Filip powrócił do swojej kryjówki w Mount Hope. Jednak 12 sierpnia na skutek zdrady otoczony został przez oddział Benjamina Churcha i zastrzelony. Jego ciało rozczłonkowano, a głowę dostarczono do Plymouth, gdzie wbita na pal wystawiona była na widok publiczny. Żona i syn Filipa mieli zbiec później do Indian Sokoki (zachodni Abenakowie), jednak niektóre źródła mówią o tym, że sprzedani zostali w niewolę do Indii.

## Następstwa wojny
Śmierć Filipa praktycznie zakończyła wojnę. Układ pokojowy został zawarty jednak dopiero dwa lata później. Do tego czasu Anglicy rozprawiali się z tymi plemionami, które podczas walk sprzyjały Filipowi. Mimo że zaledwie dwa odłamy Indian Penacook brały udział w walkach, Anglicy brutalnie potraktowali całe plemię. Zabito 200 Indian, wielu zaś sprzedano w niewolę. Ci którym udało się uniknąć niewoli, uciekli do Kanady pod opiekę Francuzów. W wyniku wojny Anglicy wytępili niemalże całe plemię Wampanoagów, przeżyło zaledwie 400 jego członków. Podobne straty zanotowały plemiona Narraganset i Nipmuck. Straty Anglików wyniosły 2500 kolonistów, 90 osad zostało zaatakowanych, a 13 z nich całkowicie zniszczonych. Wojna w Nowej Anglii przez kolejne lata toczyć się miała jeszcze na północy. Przeciwnikiem osadników były tu plemiona Abenaków.